# Down Another Road at Stockholm Jazz Days ’69
Down Another Road at Stockholm Jazz Days ’69 (Eigenschreibweise Down Another Road @ Stockholm Jazz Days ’69) ist ein postumes Jazzalbum von Graham Collier. Die 1969 in Stockholm auf dem Festival Stockholm Jazz Days ’69 von Sveriges Radio mitgeschnittenen Aufnahmen erschienen am 24. Februar 2023 auf My Only Desire Records.

## Hintergrund
Graham Collier gehörte zur Avantgarde der jungen britischen Musiker der späten 1960er Jahre, zusammen mit anderen Pionieren wie John Surman, Mike Westbrook, Neil Ardley und Ian Carr und Immigranten aus den Ex-Kolonien des Empire, die sich in London niedergelassen hatten, wie Kenny Wheeler, Michael Gibbs und Harry Beckett, notierte Chris May. Als der Komponist und Bassist Graham Collier 1969 mit seinem Sextett zu den Stockholm Jazz Days reiste, um eine Live-Performance ihres Albums Down Another Road (Fontana, 1969) zu geben, sei die Anwesenheit einer britischen Band auf der Bühne eines europäischen Jazzfestivals außergewöhnlich gewesen. Der Grund dafür liege in der Tatsache, dass der britische Jazz viele Jahre lang „ein blasses Abbild seines amerikanischen Elternteils“ war, so der Autor. In den frühen 1960er-Jahren hatte es einige Vorreiter gegeben, aber erst gegen Ende des Jahrzehnts entstand eine kritische Masse britischer Komponisten und Musiker, die neben den Amerikanern bestehen konnten. Zur Besetzung des Sextetts gehörten der Trompeter und Flügelhornist Harry Beckett, der Alt- und Tenorsaxophonist Stan Sulzmann, der Posaunisten Nick Evans, der Pianisten Karl Jenkins und der Schlagzeuger John Marshall. Alle Stücke auf dem Album, mit Ausnahme von Jenkins’ hübschem „Lullaby for a Lonely Child“, seien Eigenkompositionen Colliers, darunter das pastorale „The Barley Mow“ und die Mini-Suite „Bumblings for Bob“.
Um Down Another Road @ Stockholm Jazz Days ’69 vom Studioalbum abzusetzen, wurde der abstrakt klingende Track „Danish Blue“ durch die ähnlich epische Free-Jazz-Komposition „Burblings for Bob“ ersetzt, die hier erstmals veröffentlicht wurde. Die Liner Notes schrieb der Graham-Collier-Biograf Duncan Heining.

## Titelliste
- Graham Collier: Down Another Road @ Stockholm Jazz Days ’69 (My Only Desire Records MOD005)[2]

1. Burblings for Bob 13:40
2. Molewrench – Intro 0:13
3. Molewrench 13:00
4. Lullaby for a Lonely Child – Intro 0:12
5. Lullaby for a Lonely Child (Jenkins) 5:45
6. Down Another Road – Intro 0:22
7. Down Another Road 7:43
8. The Barley Mow – Intro 0:30
9. The Barley Mow 5:45
10. Aberdeen Angus – Intro 0:13
11. Aberdeen Angus 9:17

Wenn nicht anders vermerkt, stammen die Kompositionen von Graham Collier.

## Rezeption

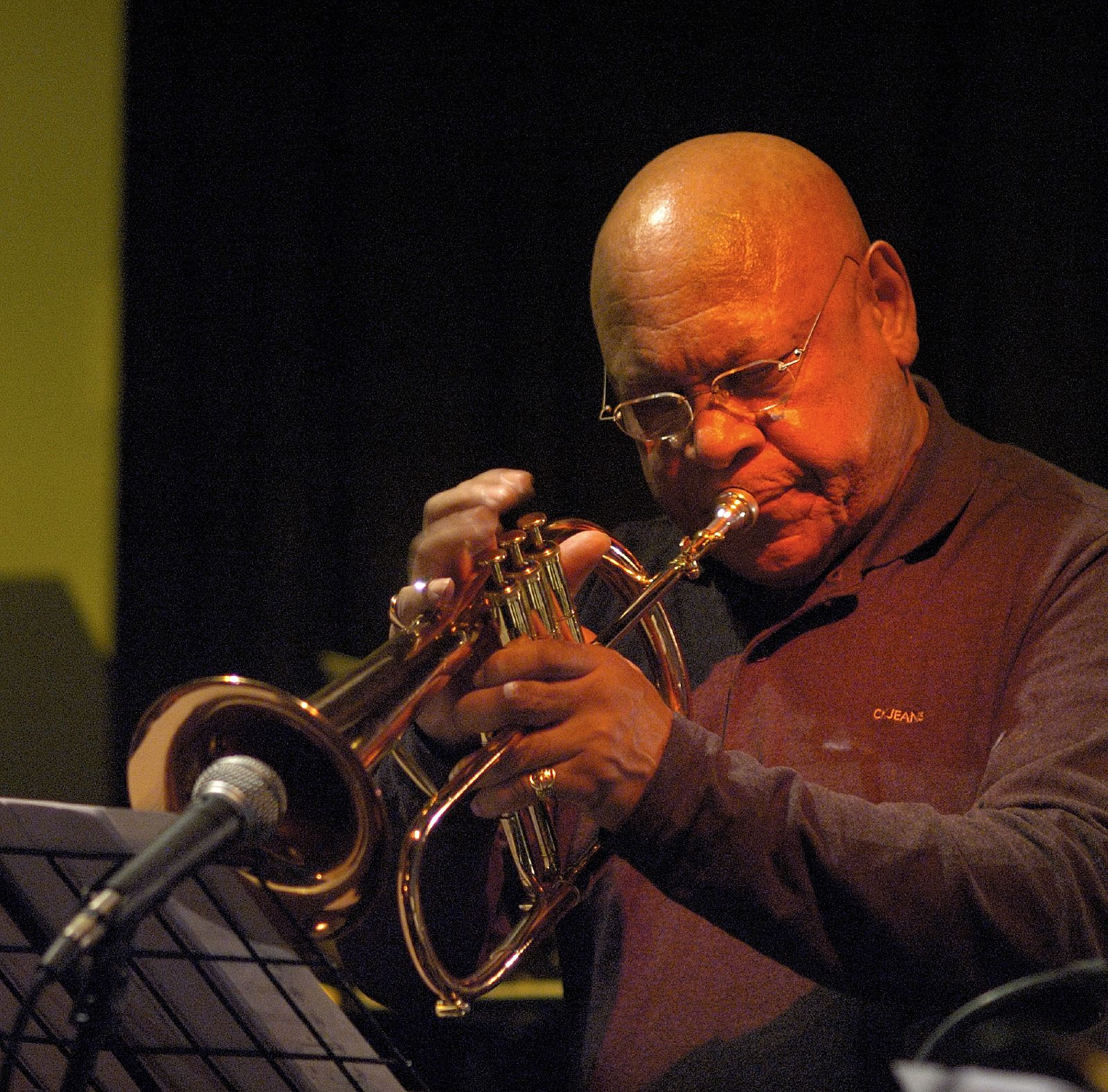
Harry Beckett im Vortex Jazz Club 2007

Nach Ansicht von Chris May, der das Album in All About Jazz rezensierte, habe bereits 1969 ein einflussreicher Teil des britischen Jazz den Staffelstab von Miles Davis’ elektrischen Experimenten auf In a Silent Way (1969) übernommen und war dabei sehr versiert gewesen, wie sich auch mit der Anwesenheit ihrer Freunde, des Bassisten Dave Holland und des Gitarristen John McLaughlin, in Davis’ Band bei den New Yorker Sessions von 1969 gezeigt hätten, die zu Bitches Brew (1970) führten, .
Collier sei zwar nie allein Jazzrocker gewesen, so der Autor, wie es eine Zeit lang Karl Jenkins und John Marshall waren, die im Januar 1970 mit Ian Carr das wegweisende Debüt von Nucleus, Elastic Rock (Vertigo), aufnahmen und ab 1972 beide zwei Jahre lang zu Soft Machine gehörten. Aber er hätte das Subgenre in den 1970er-Jahren auf Down Another Road (und anderen akustischen Alben) tangiert. Tracks wie das funkige „Aberdeen Angus“ und „Down Another Road“ seien zwar unplugged, aber unverkennbar Teil der breiten Bewegung, die der damalige Jazz-Rock war und gleichzeitig abseits davon existierte. Stan Sulzmann liefere einige auffällige Soli ab, aber es sei vor allem Harry Beckett, der im Rampenlicht am hellsten funkle. Dies sei ein großartiges Album, gut aufgenommen von Sveriges Radio, liebevoll kuratiert von My Only Desire Records und mit einem funkelnden Remastering von Casper Sutton-Jones vom audiophilen Label Gearbox versehen. Es klinge, als hätte es auch 2023 aufgenommen sein können, was zu solch zeitloser Musik passe.